# 桑袋ビオトープ公園
桑袋ビオトープ公園（くわぶくろビオトープこうえん）は、東京都足立区の公立公園。1997年3月31日まであった足立区立桑袋小学校の跡地を利用して作られた公園で、2005年に開園、都営桑袋団地1号棟に隣接している。綾瀬川と毛長川に挟まれた三角形の土地にあり、公園のほとんどをビオトープが占めており、敷地内にあやせ川清流館がある。

## 概要
ビオトープには、人為的に他所から生物を持ち込むことをせず、この地の生き物たちが自然に集まって暮らすビオトープを目指している。
園全体を、草地、林地、水辺などのゾーンに分けて、それぞれの環境の特徴が出るように工夫している。綾瀬川や身近な生き物について楽しく学べる「あやせ川清流館」を併設している。

## 園内施設
- あやせ川清流館
- ため池
- ハス田（オオガハス）
- 桑袋浄化施設

## 開演時間
- 9:00～17:00 (2月～10月)
- 9:00～16:30 (11月～1月)

休園日　月曜日
入園料　無料
駐車場　無料、11台

## 所在地
東京都足立区花畑8-2-2

## 最寄りバス停
東武バス「保育所前」下車徒歩5分

## 近在の施設
- 草加市スポーツ健康都市記念体育館
- 大曽根ビオトープ
- 鷺宿公園